# Banówka (rzeka)

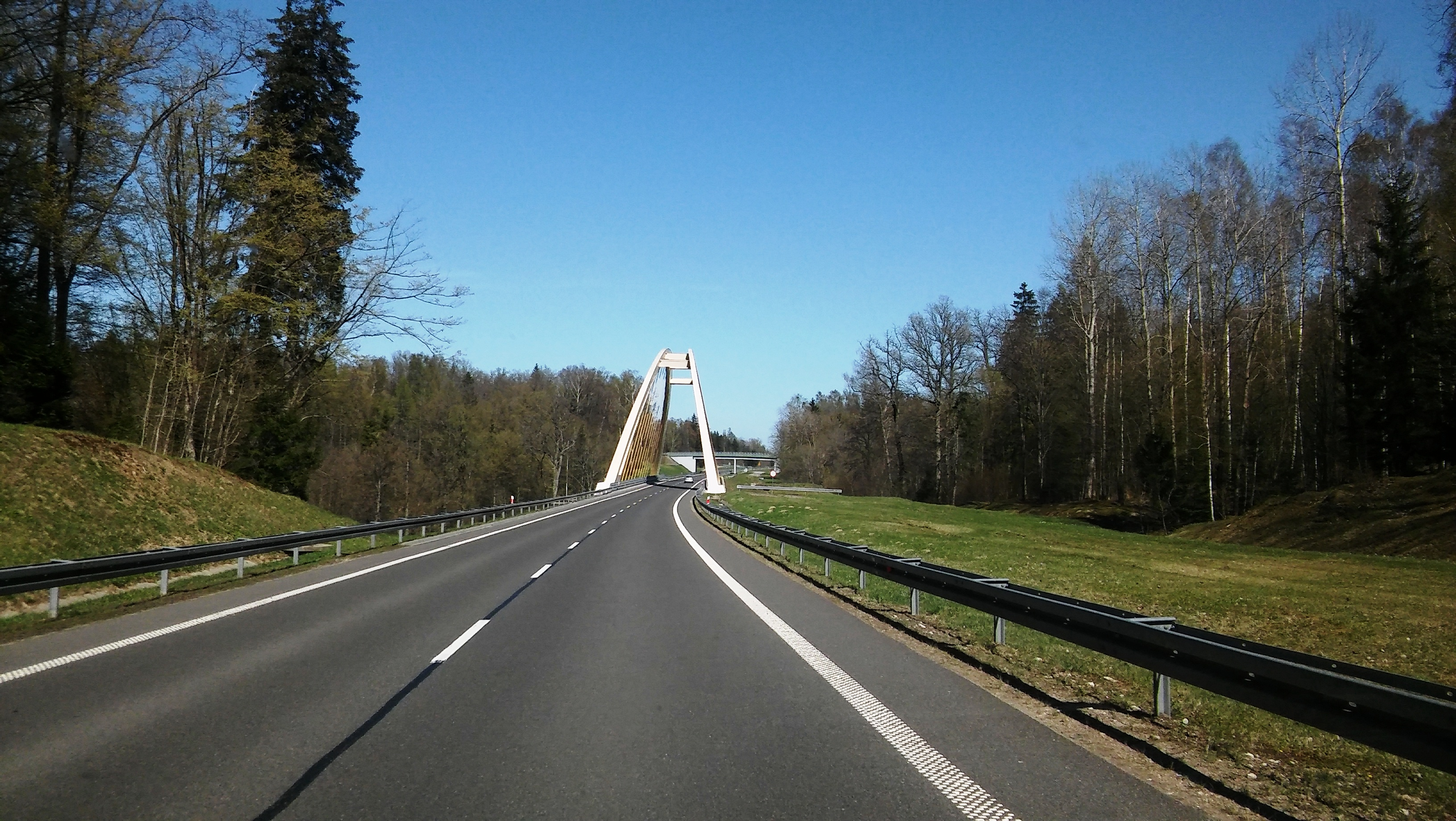
Most łukowy na S22 nad rzeką Banówka o rozpiętości 122,40 m

Banówka (ros. Мамоновка – Mamonowka, niem. Bahnau, stąd polska nazwa) – rzeka I rzędu o długości 49,57 km w północnej Polsce i w Rosji (obwód królewiecki). W Polsce wypływa w rejonie wsi Piotrowiec, potem przepływa m.in. przez wieś Wilki, pomiędzy miejscowościami Kalinówek i Pęciszewo, na prawo od drogowego przejścia granicznego Gronowo-Mamonowo i tam przechodzi na teren Rosji, następnie przyjmuje z prawej strony jeden z dopływów, rzekę Omaza. Później przepływa przez Świętomiejsce (Mamonowo), gdzie z prawej strony przyjmuje następny dopływ, rzekę Ławta (niem. Jarft, ros. Wituszka), a następnie po kilku kilometrach wpada do Zalewu Wiślanego. Lewym dopływem Banówki jest Gołuba.
Po polskiej stronie granicy w 2008 roku wzdłuż Banówki została utworzona strefa krajobrazu chronionego – Obszar Chroniony Krajobrazu Rzeki Banówki. Obszar ten obejmuje tereny środkowego odcinka rzeki po polskiej stronie, przylegające do granicy z Rosją. Powierzchnia obszaru wynosi 3239 ha. Elementami krajobrazotwórczymi są m.in. wąska dolina rzeki Banówki, cenne tereny leśne oraz tereny upraw polowych.

## Region wodny Banówki
Do 2010 roku rzeka Banówka wchodziła w skład regionu wodnego rzeki Jarft oraz dorzecza rzeki Jarft, zatem była traktowana jako dopływ tej rzeki (w Ustawie z dnia 18 lipca 2001 r. – Prawo wodne, obowiązującej do 31 grudnia 2017), co nadal widnieje w wielu źródłach i dokumentach. 1 stycznia 2018 roku weszła w życie nowa Ustawa Prawo wodne, która mówi już o dorzeczu rzeki Banówki oraz regionie wodnym Banówki.